# Neopachrophilla albida
Neopachrophilla albida là một loài bướm đêm trong họ Geometridae.